# Mehmet Shehu

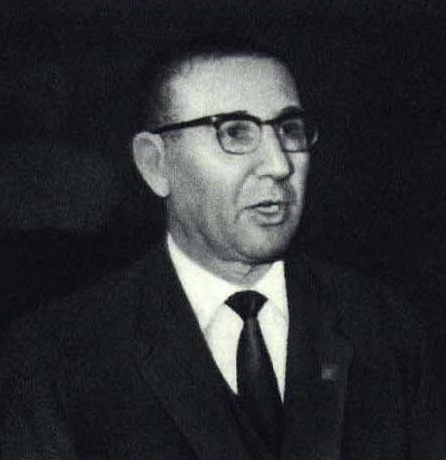
Mehmet Shehu, 1967

Mehmet Ismail Shehu (* 10. Januar 1913 in Çorrush, Albanien; † 17. Dezember 1981 in Tirana) war unter der Führung von Diktator Enver Hoxha von 1954 bis 1981 Ministerpräsident der Sozialistischen Volksrepublik Albanien.

## Herkunft und Aufstieg
Mehmet Shehu wurde als eines der vier Kinder von Scheich (Shejh) Ismail aus Mallakastra und Sulltana Alikaj aus Vlora geboren. Sein Vater war der Scheich der Tekke von Çorrush und am moslemischen Aufstand des Haxhi Qamili beteiligt. Mehmet Shehu besuchte die amerikanische Berufsschule in Tirana, die er 1932 abschloss. Anschließend erhielt er ein Stipendium für die Militärakademie in Neapel, die er aber bereits nach kurzer Zeit wegen kommunistischer Aktivitäten verlassen musste. Als Mitglied der Internationalen Brigaden nahm Shehu am Spanischen Bürgerkrieg teil und kehrte nach Internierung in Frankreich 1942 in das besetzte Albanien zurück. Dort wurde er Mitglied der am 8. November 1941 gegründeten Kommunistischen Partei Albaniens (KP) und beteiligte sich am Partisanenkampf gegen die deutschen und italienischen Besatzer.

## Beschuldigungen und Tod Shehus

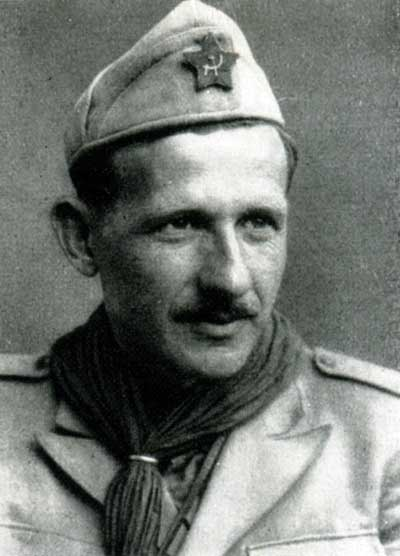
Mehmet Shehu als Partisan im Jahr 1944

Nach 1945 absolvierte er die Militärakademie in Moskau und wurde Generalstabschef der Armee, 1948 Innenminister und 1954 Ministerpräsident.
Shehu wurde Ende der 1970er Jahre – insbesondere auch nach dem Tod Hysni Kapos – immer mächtiger und einflussreicher, und er war einer von nur 154 Personen, denen der Titel „Held des Volkes“ (Hero i Popullit) verliehen wurde.
Im Jahr 1981 wurde Shehu im Bett erschossen aufgefunden, seine Pistole in Reichweite. Zuvor war Shehu scharf vom allmächtigen Parteichef Enver Hoxha kritisiert worden, unter anderem weil Shehu erlaubt hatte, dass sich einer seiner Söhne mit einer jungen Frau verlobte, die aus einer „schlechten“, ehemals bürgerlichen Familie stammte, welche im Kampf gegen die deutsche Besetzung nicht auf kommunistischer Seite gestanden hatte. Die Verlobung musste gelöst werden. Schon vorher wurde die Ehefrau eines anderen Shehu-Sohnes vom Geheimdienst Sigurimi bearbeitet, weil sie die verdeckten Kontaktbestrebungen eines Mitarbeiters der französischen Botschaft duldete – ein seinerzeit selbst für die Kinder höherer Funktionäre unerhörter Verstoß gegen gültige Regeln.
Enver Hoxha behauptete nach Mehmet Shehus Tod, Shehu sei langjähriger Agent mehrerer ausländischer Geheimdienste gewesen. Bis heute wird die offizielle Version des Suizids in Frage gestellt, konnte aber nicht widerlegt werden. Hoxha notierte in seinem Tagebuch: 

„Dieser Agent und Söldner der Ausländer hat sich den Schädel an der Einheit der Partei und des Volkes eingerannt.“

## Verfolgungen nach Shehus Tod
Etwa ein Jahr nach Shehus Tod wurden zahlreiche Partei- und Staatsfunktionäre verhaftet und 1983 in geheimen Prozessen verurteilt, darunter Shehus Frau Fiqret und seine Söhne, ferner Verteidigungsminister Kadri Hazbiu, der vorher lange Zeit Innenminister und Geheimdienstchef gewesen war, der nicht mit Mehmet Shehu verwandte Innenminister Feçor Shehu, der zuvor lange in Führungspositionen des Geheimdienstes Sigurimi gearbeitet hatte, zuletzt als dessen Leiter, weitere hohe Geheimdienstfunktionäre, Außenminister Nesti Nase und der Minister für Gesundheitswesen Llambi Ziçishti. Alle sollen unter Shehus Leitung im Auftrag der CIA, des jugoslawischen UDB und des KGB einen Staatsstreich und die Liquidierung Hoxhas vorbereitet haben.
Belastende Aussagen wurden unter Folter erzwungen. Hazbiu und Feçor Shehu konnten aber auch dadurch nicht veranlasst werden, die absurden Anschuldigungen zuzugeben. Mehrere Angeklagte wurden hingerichtet, die anderen zu langjährigen Haftstrafen verurteilt. Einige von ihnen, u. a. Fiqret Shehu, starben in der Haft. Shehus ältester Sohn beging noch während der Untersuchung Suizid.